# Жозеф Жоффр
Жозеф Жак Сезер Жоффр (фр. Joseph Jacques Césaire Joffre; 12 січня 1852 — 3 січня 1931) — французький воєначальник, головнокомандувач французької армії (1914—1916), генералісимус, маршал Франції (1916). Один з основних полководців у Першій світовій війні. Найбільш відомий за перегрупування відступаючої армії союзників для подальшої перемоги над німцями і за стратегічно важливу Битву на Марні в 1914 р. У нього було популярне прізвисько Татко Жоффр.

## Біографія
Жоффр народився в Ривальті, у регіоні Лангедок-Русійон, в сім'ї власника виноградників. Він поступив в Політехнічну школу в 1870 і став кадровим офіцером. Він вперше побачив активну війну під час Облоги Парижа в Французько-прусській війні, однак провів чималу частину служби в колоніях як військовий інженер, відслуживши з відзнакою у Цзилунській кампанії під час Франко-китайської війни (серпень 1884 — квітень 1885). Він повернувся до Франції і став головонокомандуючим Французької армії (1911), після того як Жозеф Галлієні покинув цей пост. З відродженням армії й чисткою від настроєних тільки на оборону на офіцерів він прийняв стратегію, розроблену Фердинандом Фошем, і відому як План XVII. Жоффр був обраний в командування, попри те, що ні разу не командував армією, навіть на папері, і «не мав уявлення про роботу Генерального Штабу».
На початку війни, французький план зіткнувся з німецьким Планом Шліффена, значною мірою розроблений як контрплан. Жоффр допоміг врятувати ситуацію з допомогою відступу і контратаки в першій битві на Марні. Він об'єднав 9-ту і 10-ту французькі армії у французьку 6-ту армію у двотижневий термін, перш ніж передати їх Жозефу Галлієні в першій битві на Марні. Його основний позитивний внесок, який допоміг виграти битву: 1) його спокій і розсудливість, не зважаючи на тиск, добре продумані дії  2) безжальне звільнення невдалих генералів влітку 1914 (трьох армійських командирів, десять командирів корпусів, тридцять вісім дивізійних командирів, заміна їх на таких людей, як Фош, Франше д'Еспрей і — молодших на цьому етапі — Петена і Нівеля) і 3) його видатні логістичні здібності застосовані до переміщень дивізій французької піхоти і постачання артилерійських боєприпасів під час і після відступу французьких військ в липні 1914 року.
Після величезних втрат під час французького наступу в Артуа і Шампані в 1915 році, і після подальших втрат під Верденом в 1916 році, політична позиція Жоффра ослабла. На початку 1916 року він попросив британського головнокомандувача Дугласа Хейга замовити добре слівце перед британським послом в Парижі (лордом Берті), щоб він мав можливість повернутись у французький парламент. Хейг хотів відкласти англо-французький наступ на Соммі до 15 серпня щоб провести більше тренувань і зібрати більше артилерії. Однак коли він сказав про це Жоффру, той прокричав у відповідь, що «Французька армія перестане існувати до цього часу». Британія не погодилась на вимоги Франції щодо об'єднаного наступу з плацдарму Салоніка. В результаті — можливо під впливом доповідей французьких військ з-під Вердена — Хейг погодився атакувати на початку липня. Це було якраз вчасно, як потім виявилося, Петен (командувач під Верденом) попереджав французький уряд, що «гра закінчена», якщо Британія не нападе. Після битви,13 грудня 1916-го року, Жоффр був замінений генералом Робертом Нівелем.
Зберігаючи популярність, Жоффр став Маршалом Франції, першою людиною, що отримала це звання в Третій Республіці, але його роль була лиш трохи більшою, ніж церемоніальна.

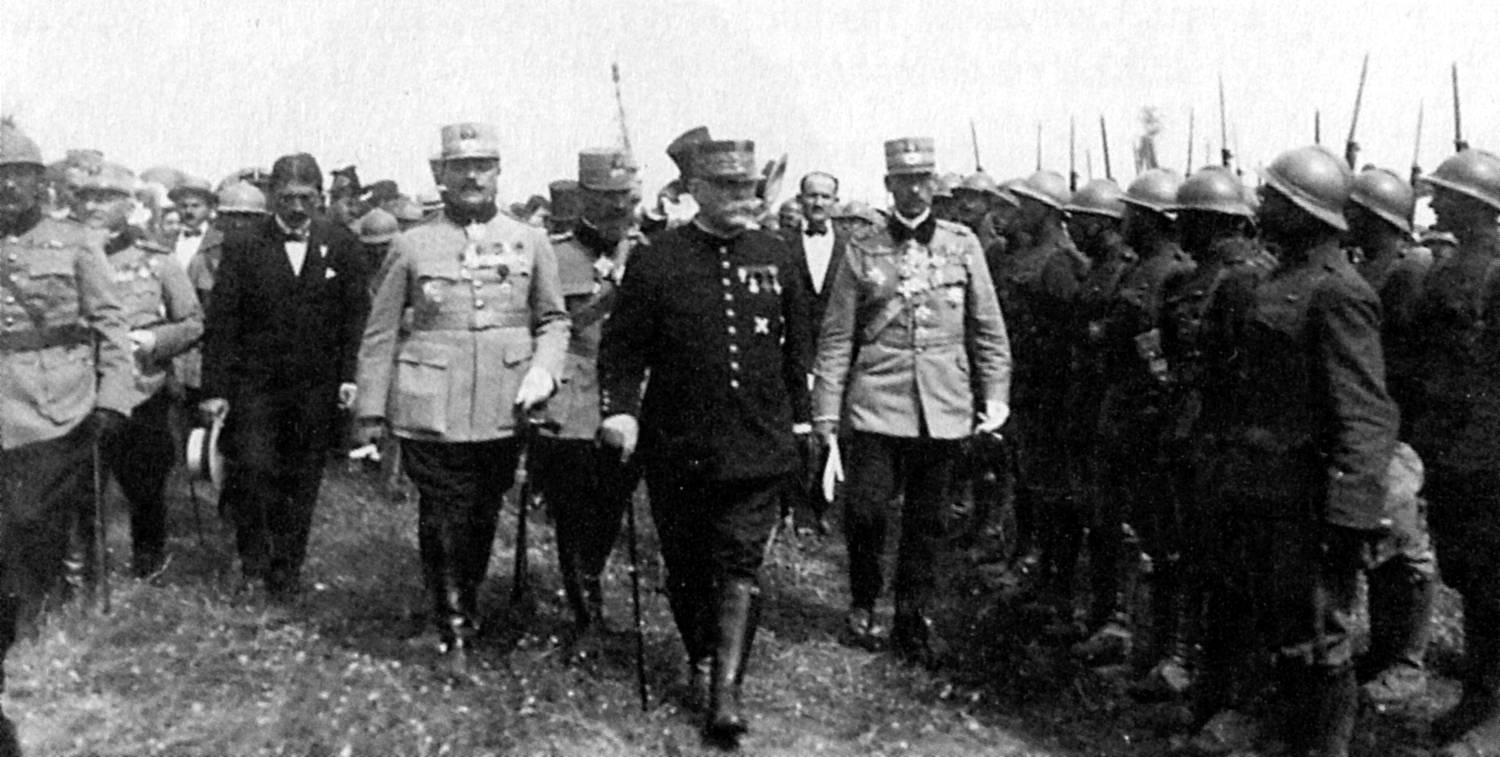
Жоффр оглядає румунські війська

Після катастрофічних поразок союзників Франції — Румунії, Жоффр став головою французької воєнної місії в Румунії, що мала за мету реформувати румунську армію. Він провів першу частину 1917 року там. В липні цього ж року його призначили головою воєнної місії в Америці. Жоффр вийшов на пенсію в 1919 році і став членом Французької Академії. Він помер 3 січня 1931 року в Парижі і був похований у своєму маєтку в Лувесьєнні. Його мемуари у двох томах опубліковані посмертно в 1932 році.

## Почесті

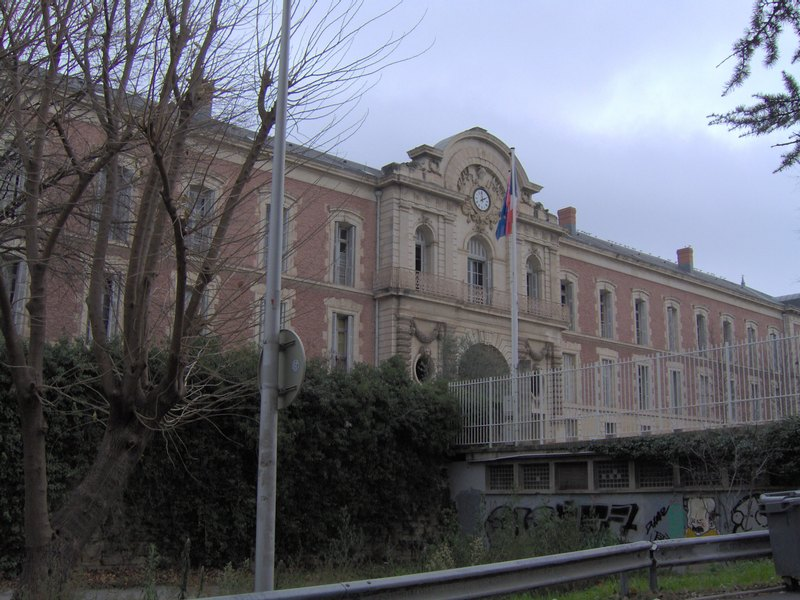
Ліцей Жоффр, в минулому військові бараки в Монпельє, носить ім'я Жоффра

- Жоффр — клас парових локомотивів, Декавільської колії, створений компанією «Kerr, Stuart and Company» в 1915—1916 рр.
- Так і не спущений на воду французький авіаносець часів Другої світової війнимав називатись Жоффр.
- Торт Жоффр — шоколадний торт у Франції.
- У Парижі є площа Жоффра з його бронзовою статуєю
- Вулиці Жоффра в Ніцці (Франція), Шавінігані (Канада), Пасковалі (Австралія)
- Іменем Жоффра названі дві гори — в Канаді та Британській Колумбії
- Авеню Жоффра є в Мілтауні, Нью-Джерсі і Вердені, Франція